# Julija Durėjka
Julija Sjarheeŭna Durėjka, coniugata Rycikava (in bielorusso Юлія Сяргееўна Дурэйка-Рыцікава?; Smarhon', 8 settembre 1986), è una cestista bielorussa.

## Carriera
Con la Bielorussia ha disputato i Giochi olimpici di Rio de Janeiro 2016, i Campionati mondiali del 2010 e sei edizioni dei Campionati europei (2009, 2011, 2015, 2017, 2019, 2021).